# Kusiaissaari (ö i Mellersta Finland)
Kusiaissaari är en ö i sjön Keitele i Finland. Den ligger i sjön Keitele och i kommunen Viitasaari i Suovanlahti  i den ekonomiska regionen  Saarijärvi-Viitasaari och landskapet Mellersta Finland, i den centrala delen av landet, 300 km norr om huvudstaden Helsingfors. Öns area är 0,2 hektar och dess största längd är 90 meter i nord-sydlig riktning.